# مارکینیوس (بازیکن فوتبال، زاده ۲۰۰۳)
مارکوس وینیسیوس اولیویرا النکار ملقب به مارکینیوس (انگلیسی: Marquinhos؛ زادهٔ ۷ آوریل ۲۰۰۳) بازیکن فوتبال اهل برزیل است.
از باشگاه‌هایی که در آن بازی کرده‌است می‌توان به باشگاه فوتبال آرسنال و باشگاه فوتبال سائو پائولو اشاره کرد.
وی همچنین در تیم‌های ملی فوتبال زیر ۱۶  و زیر ۱۷ سال برزیل بازی کرده‌است.